# Kiropraktik - een vej til sundhed
Kiropraktik - een vej til sundhed er en dansk dokumentarfilm fra 1980 instrueret af Mogens Petersen.

## Handling
Filmen fortæller, hvad der er baggrunden for kiropraktisk arbejde i det moderne samfund. Ved hjælp af bl.a. diagrammer fortælles der indledningsvis, hvorledes vores krop fungerer. Dernæst kommer filmen ind på de såkaldte funktionsforstyrrelser, som vores krop kan få, når det normale forhold mellem nervesystem og rygsøjle bliver skævt. Filmens sidste halvdel viser kiropraktoren i arbejde.
Filmen, der er opbygget med stor vægt lagt på speakerkommentaren, kommer også ind på det arbejde, som Foreningen til Kiropraktikkens Fremme – filmens sponsor – udfører.